# Isonzo
Der Isonzo (italienisch), Soča (slowenisch), auch Sontig (historischer deutscher Name), Lusinç (furlanisch), ist ein Fluss in der historischen slowenischen Region Goriška und in der italienischen Region Friaul-Julisch Venetien.

## Der Fluss

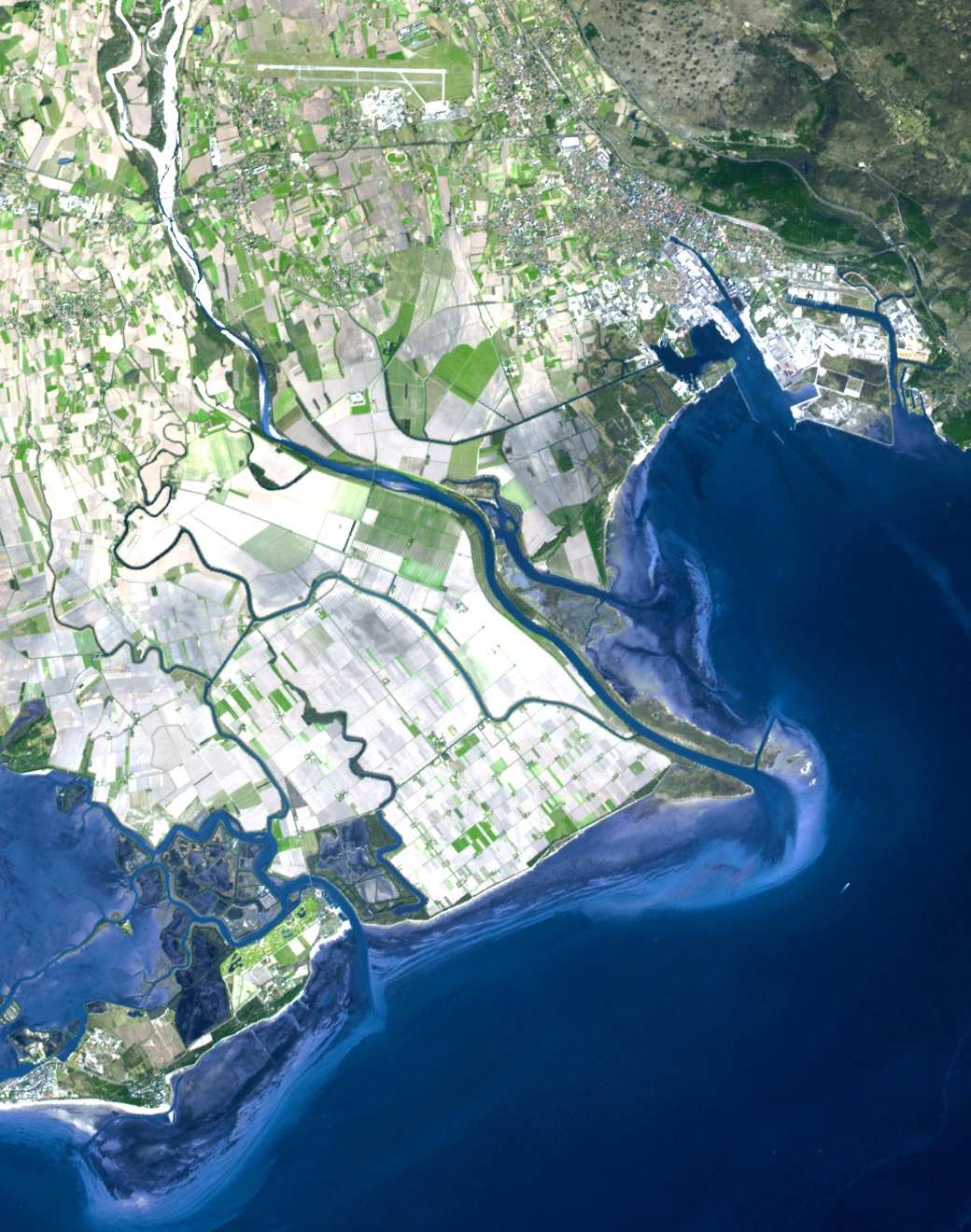
Die Isonzo-Mündung in Italien (Satellitenfoto)

Die Soča entspringt im Nordwesten Sloweniens einer Karstquelle am Fuße des Travnik (2379 m. i. J. = m. ü. Adria) im Mangart-Jalovec-Massiv in den Julischen Alpen, hat eine Länge von 140 Kilometern und mündet südlich von Monfalcone in den Golf von Triest.
Die Karstquelle liegt im Nationalpark Triglav nahe dem Vršič-Pass (1611 Meter), der den Ort Trenta an der Soča mit Kranjska Gora (Kronau) auf der anderen Seite des Nationalparks Triglav verbindet. Auf Höhe des Ortes Soča mündet von links die Lepena, in der Nähe von Bovec von rechts die Koritnica in die Soča. Auf diesem Abschnitt ergießt sich die Soča in eine 750 m lange und 10 bis 15 m tiefe Kalkstein-Trogschlucht. Der älteste Wanderweg des Nationalparks (rund 20 km lang) quert den Fluss an mehreren Stellen über holzbeplankte Hängebrücken.
Von der Lepena-Mündung an durch die Schlucht und bis zum Ort Kobarid ist die Soča eine herausfordernde Wildwasserstrecke für Paddler und andere Wassersportler. Angler schätzen das reiche Vorkommen der Marmorataforelle.
Das reine Wasser der Soča erscheint kristallklar und türkisblau. Durch die besondere Lage der Soča (das Tal ist nach Süden zum Mittelmeer hin geöffnet) ist dort das Klima sowohl im Frühjahr als auch noch im Spätsommer ausgesprochen mild, die Sonne leuchtet um Mittag bis in den Grund der Schlucht.
Ab Gorizia tritt der Fluss in das Ostende der Norditalienischen Tiefebene, fließt auf seinem letzten Viertel durch Italien und fördert auf seinem Unterlauf in der Küstenebene von Friaul große Mengen Geröll in die Adria. Hier bildet der Isonzo ein für diese Region typisches breites Schotterbecken (Torrente), das sich bei jedem Hochwasser verändert und lange Brücken erfordert – im Sommer hingegen fließt dort nur ein kleines Rinnsal.

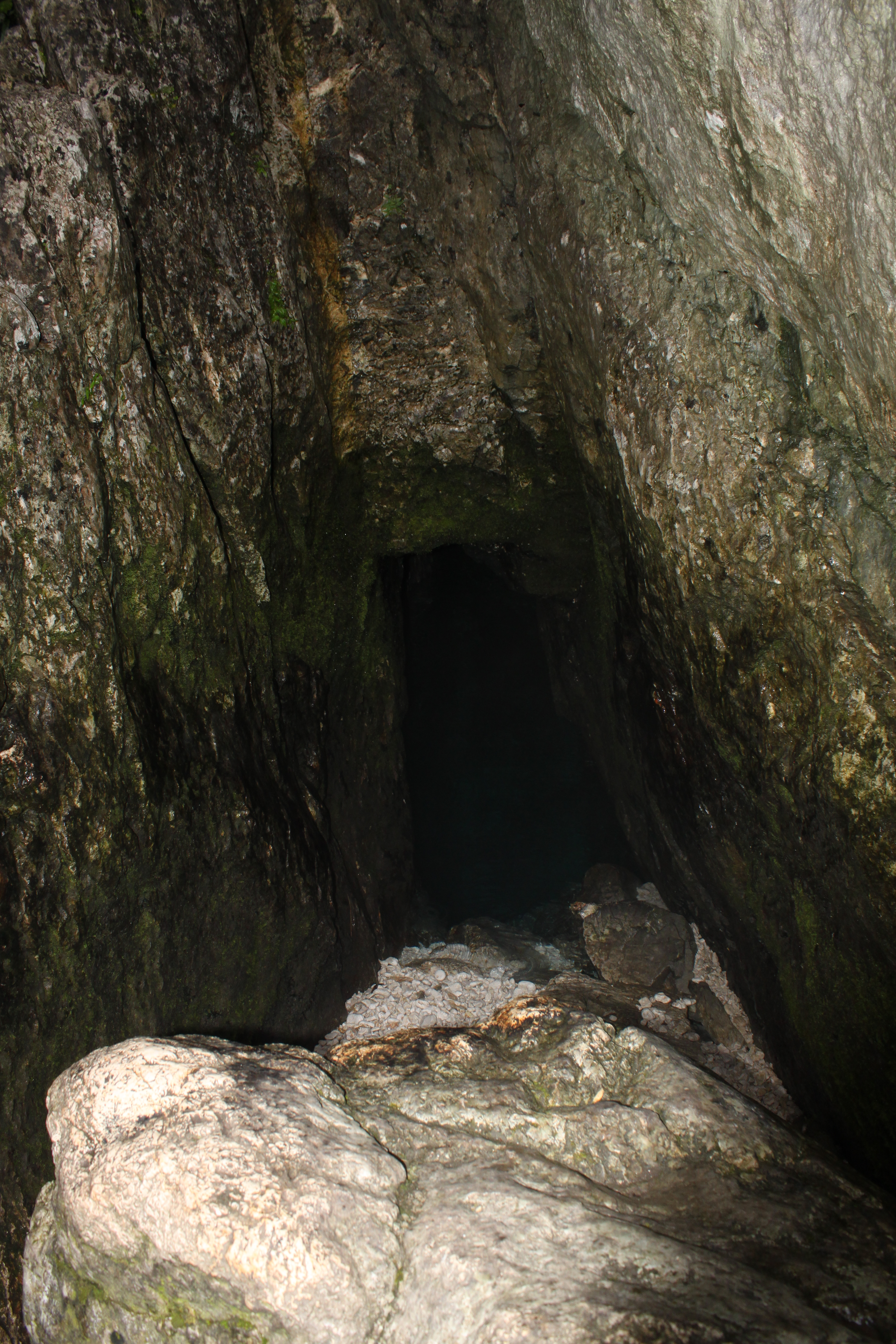
Die Hauptquelle der Soča
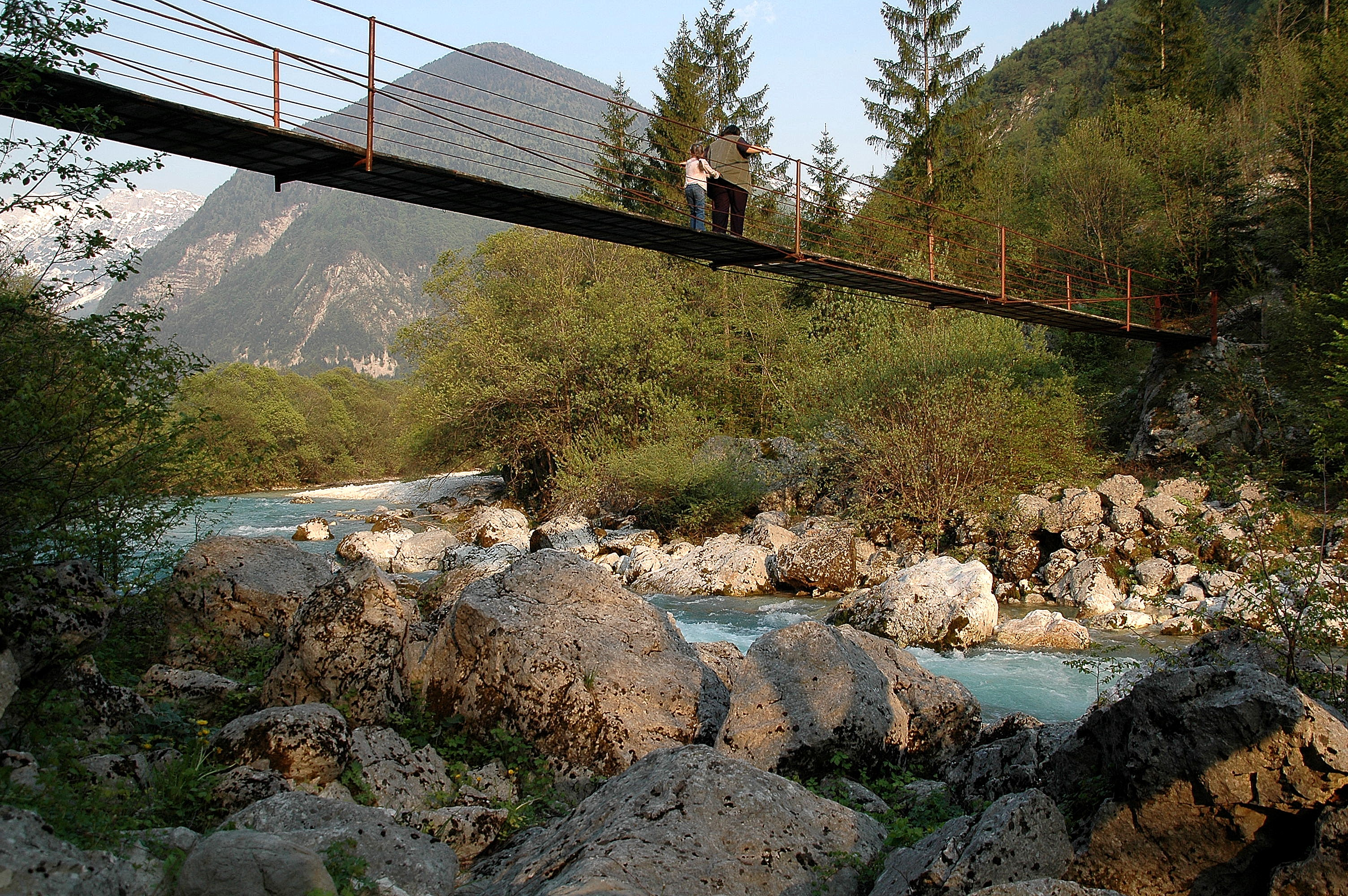
Hängebrücke in der Spodnja Trenta
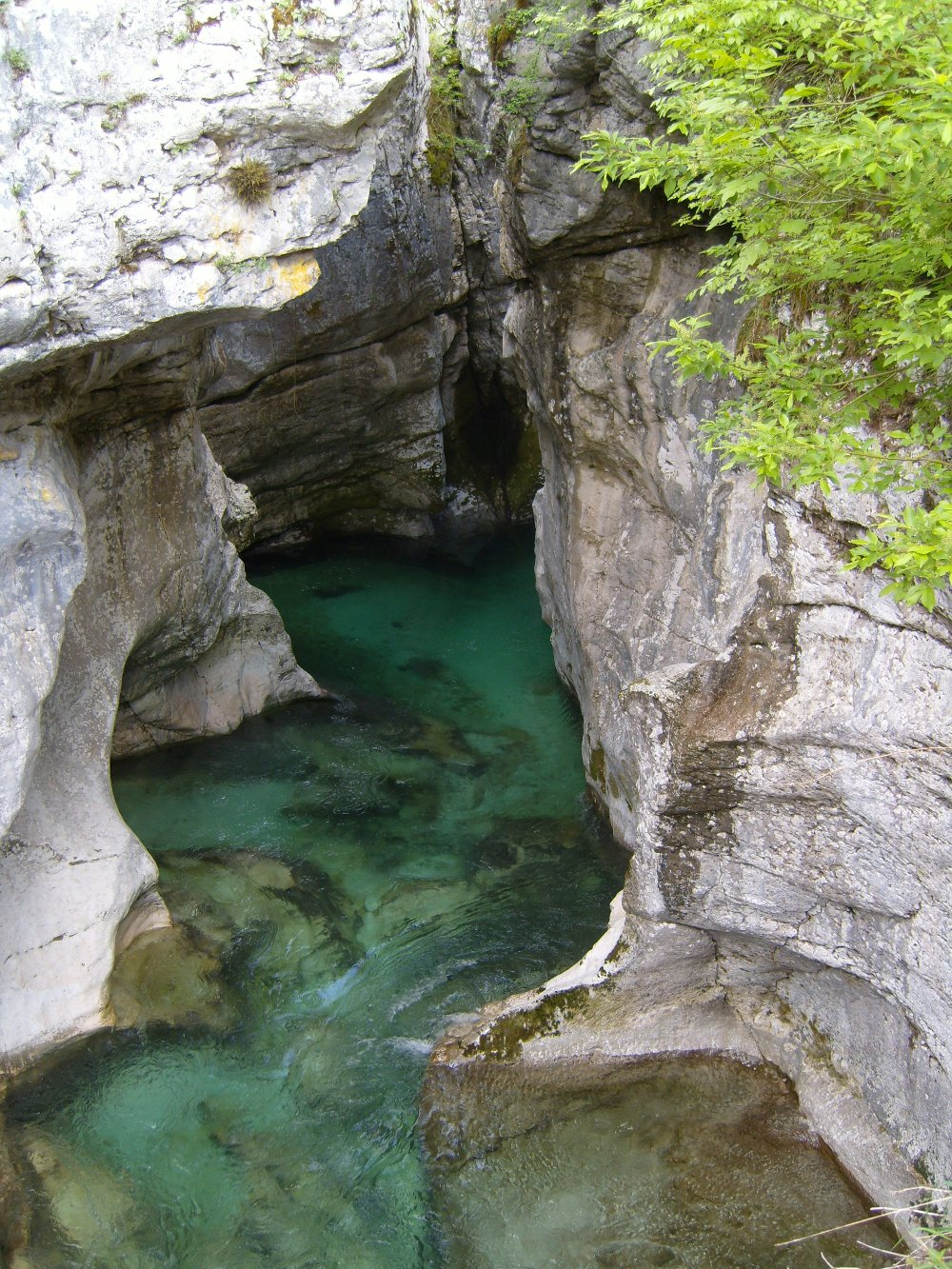
Klammen der obersten Soča
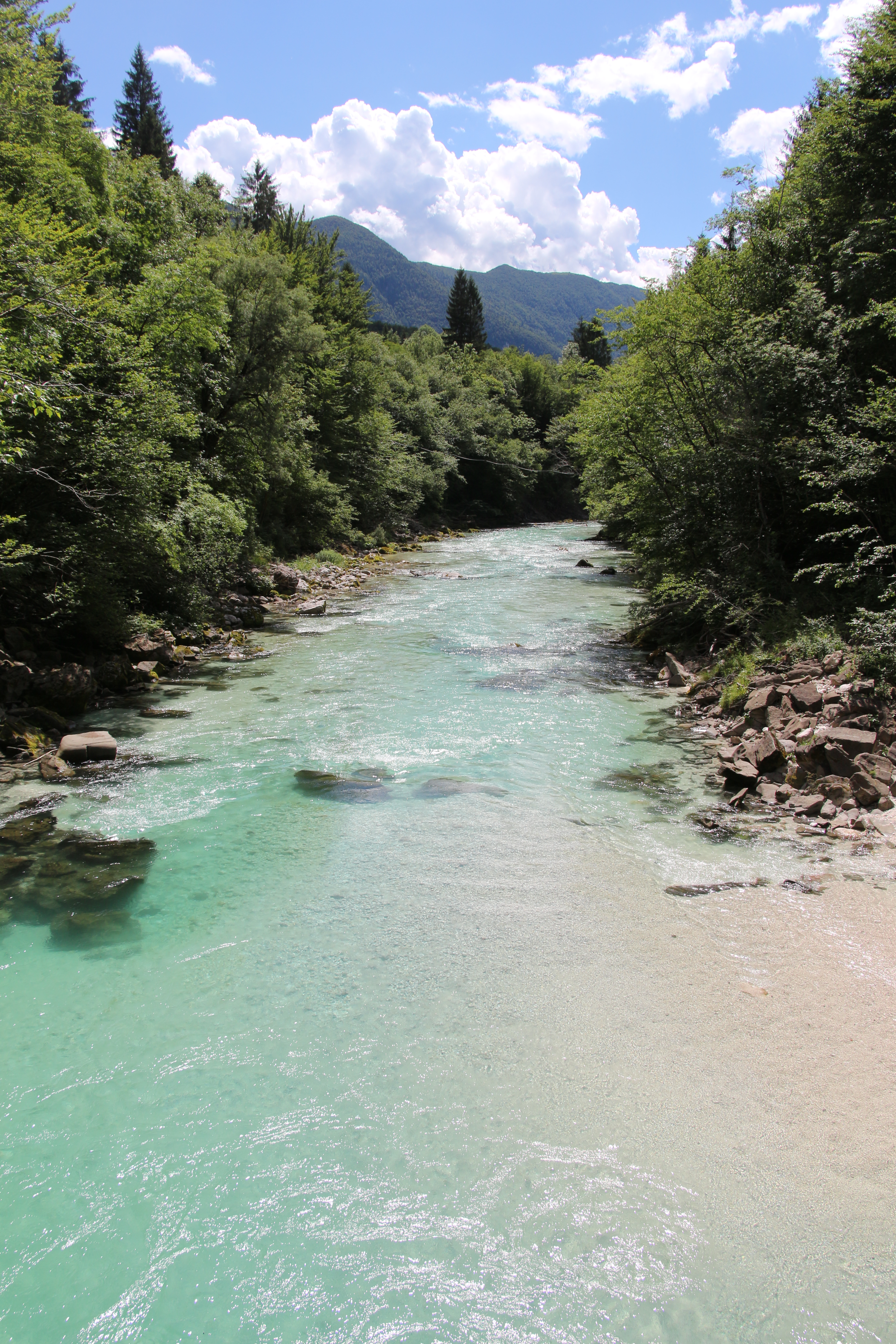
Soča oberhalb der Mündung der Koritnica
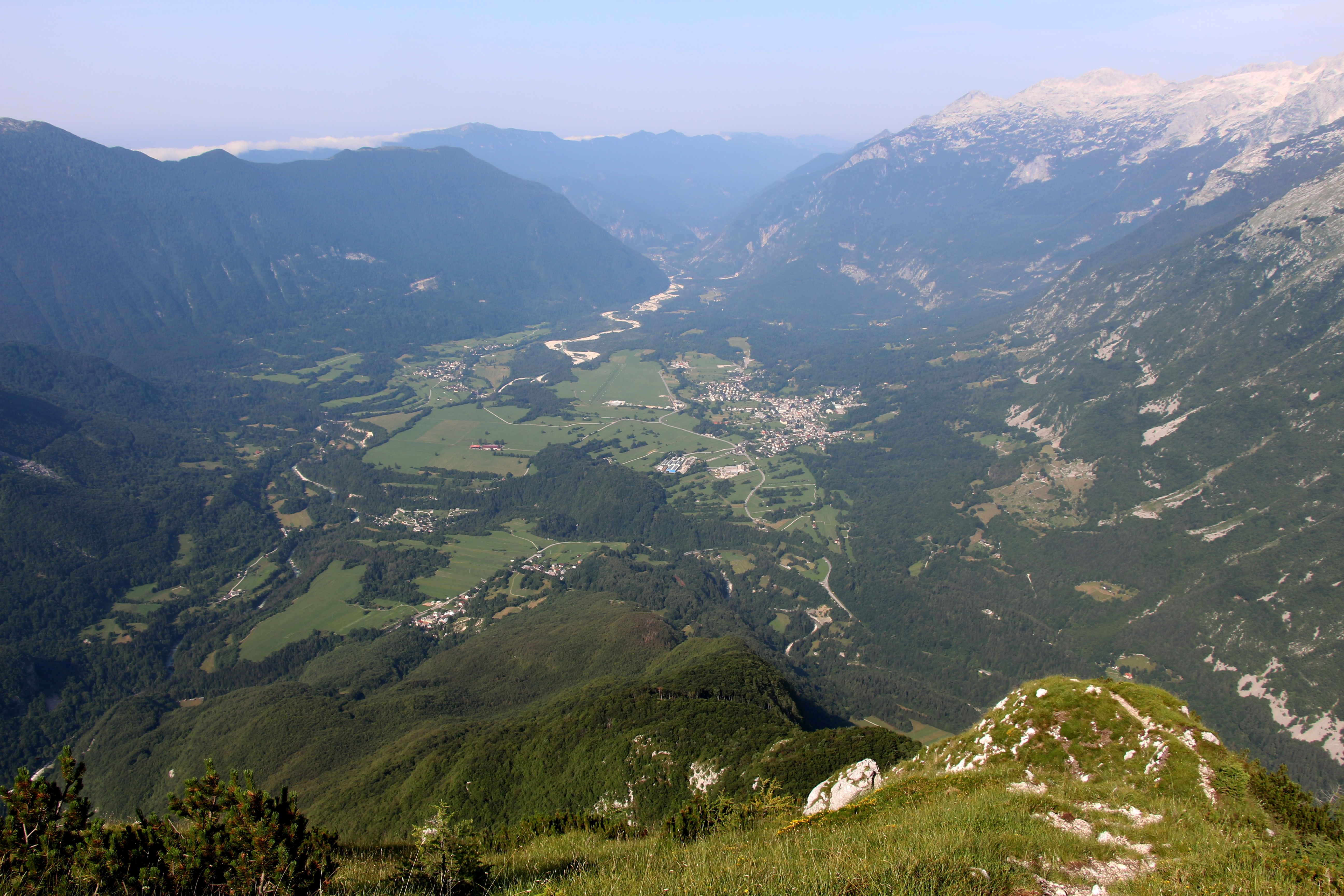
Das obere Sočatal um Bovec
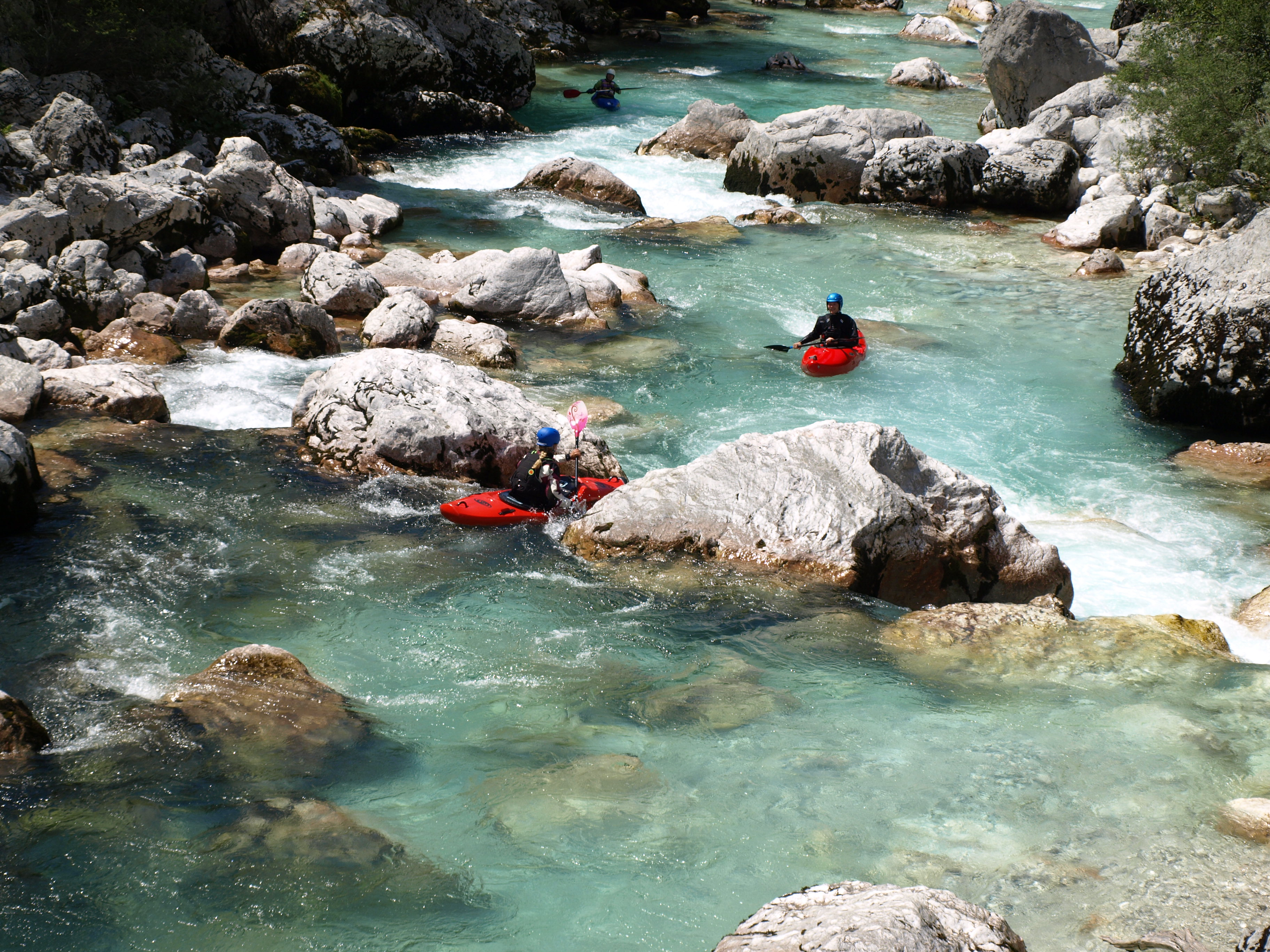
Wildwasserpaddeln auf der Soča
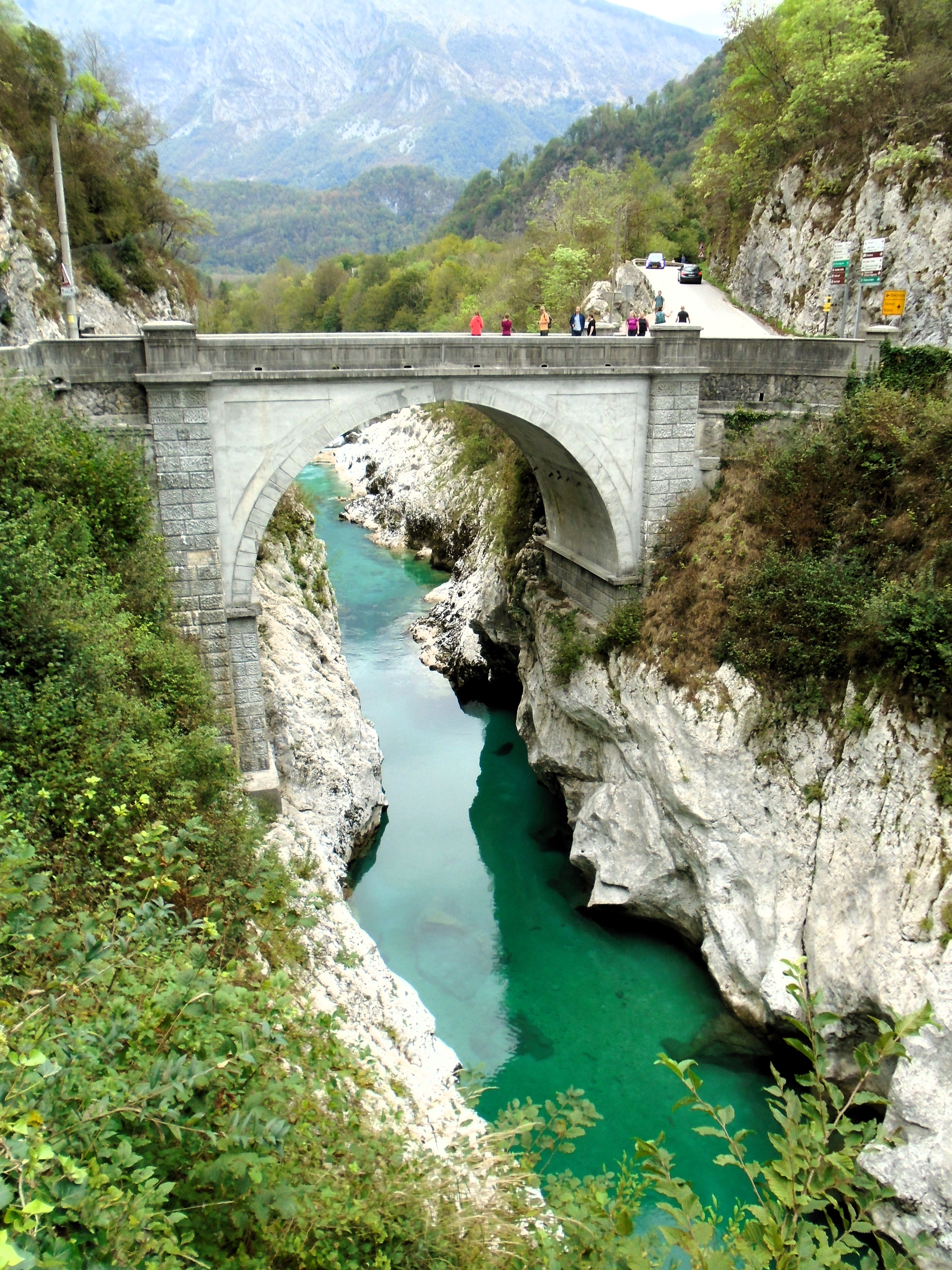
Napoleonsbrücke bei Kobarid
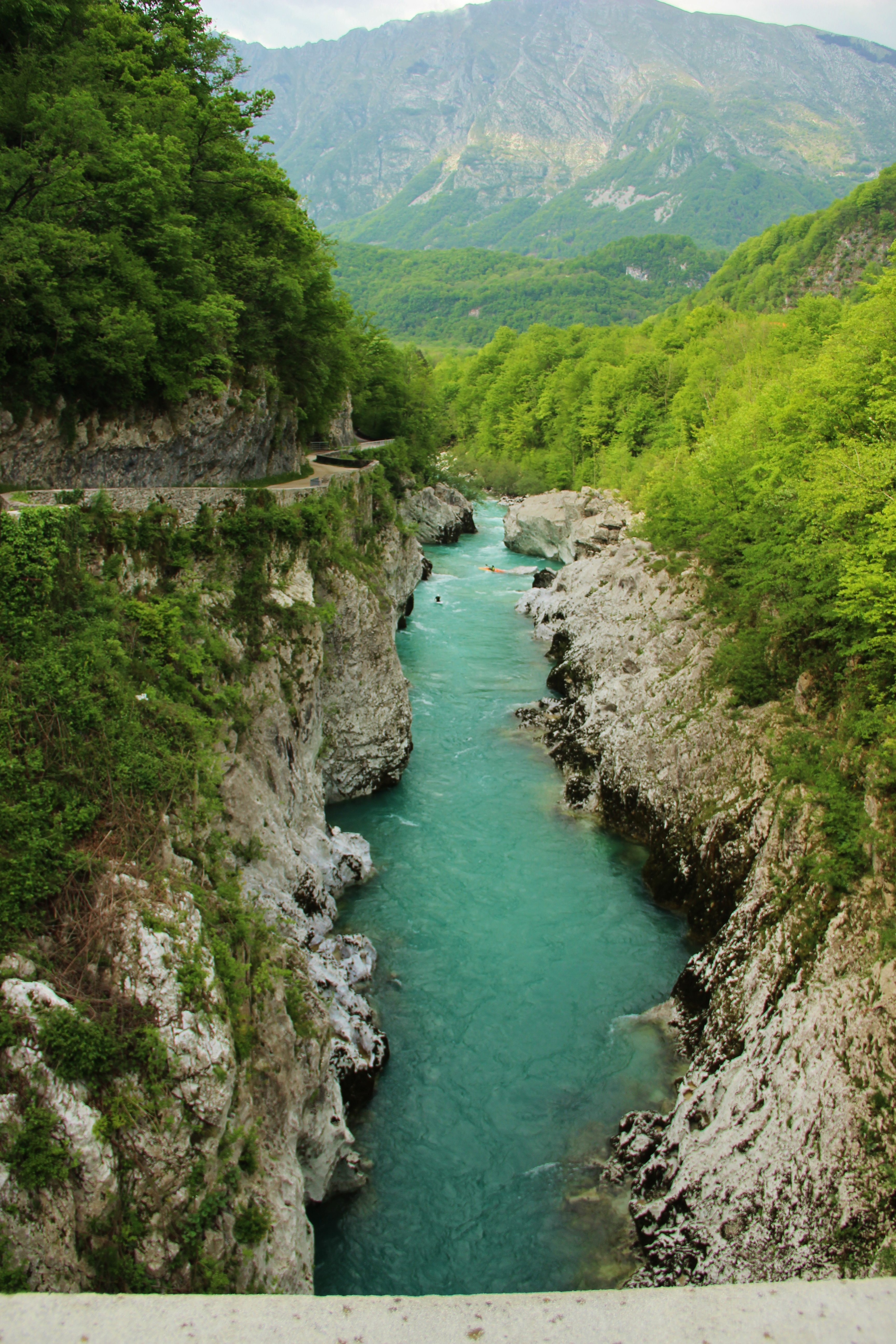
Kurz vor Kobarid
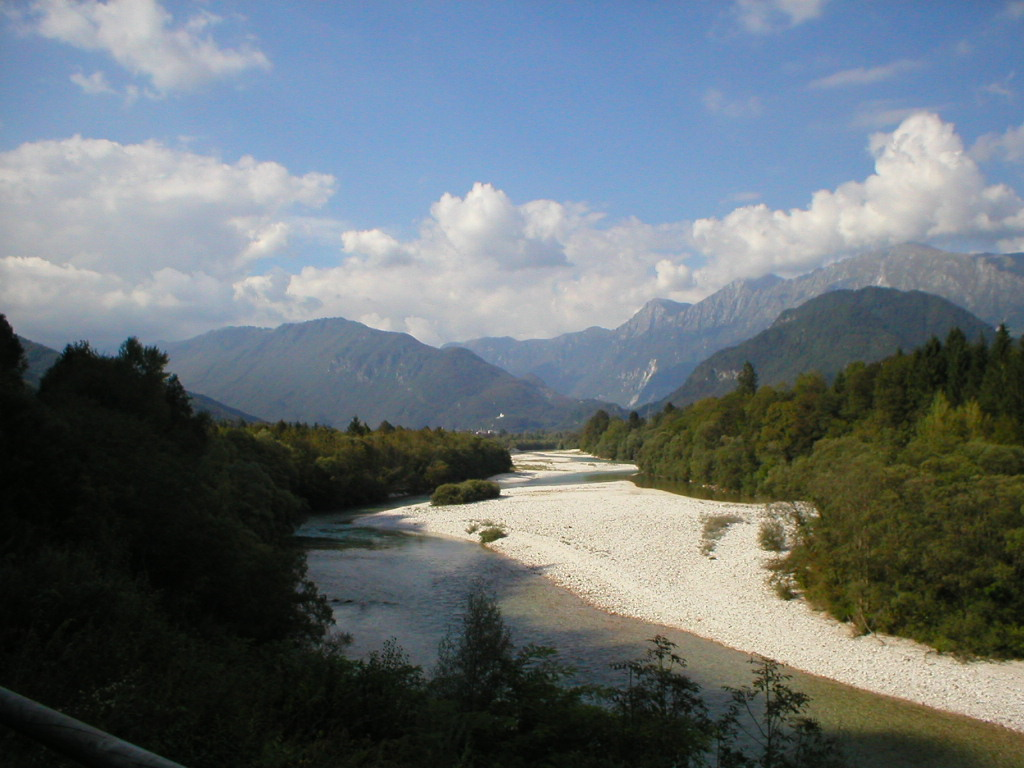
Aulandschaft im unteren Sočatal bei Tolmin
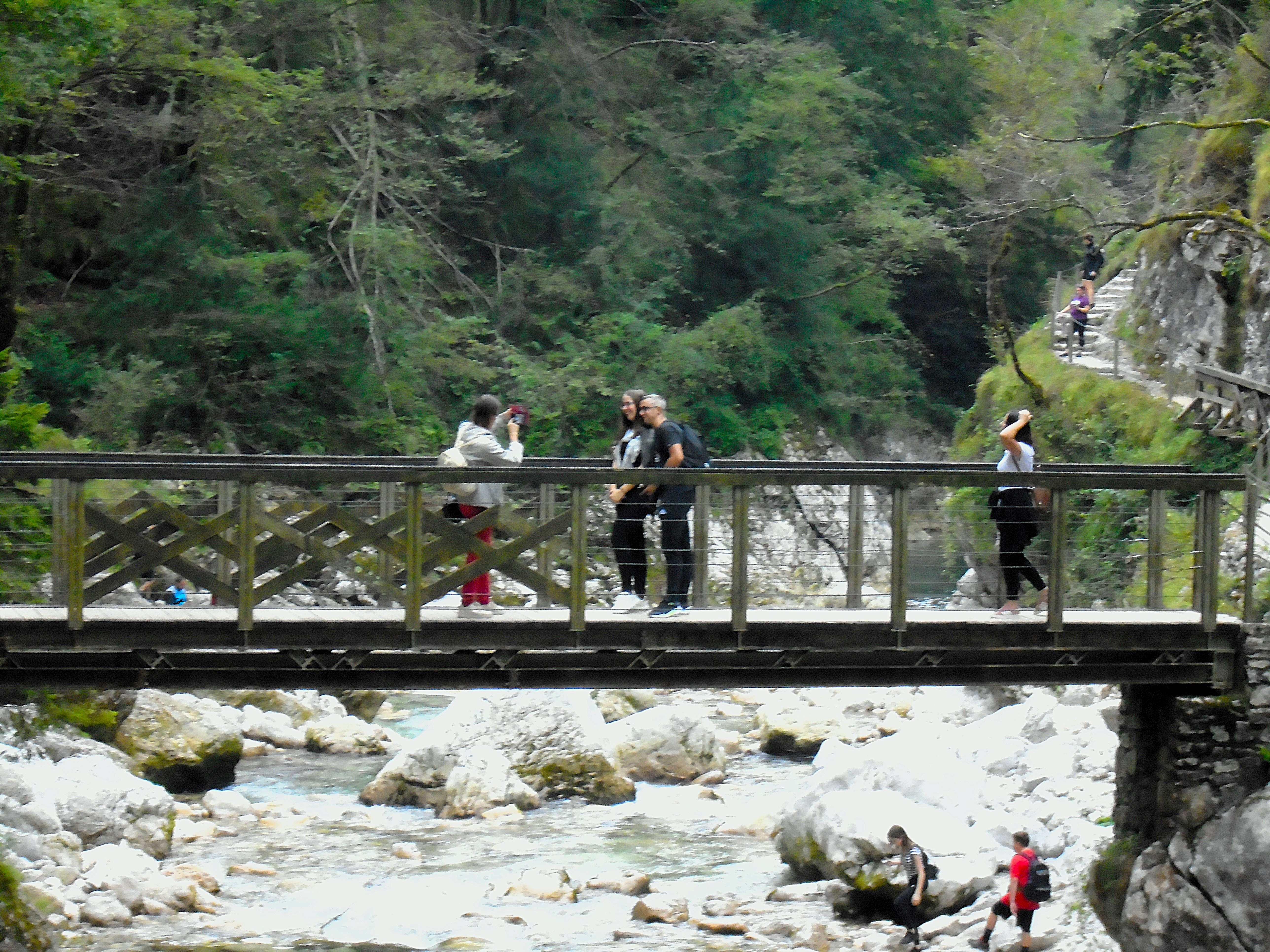
Fußgängerbrücke bei Tolmin
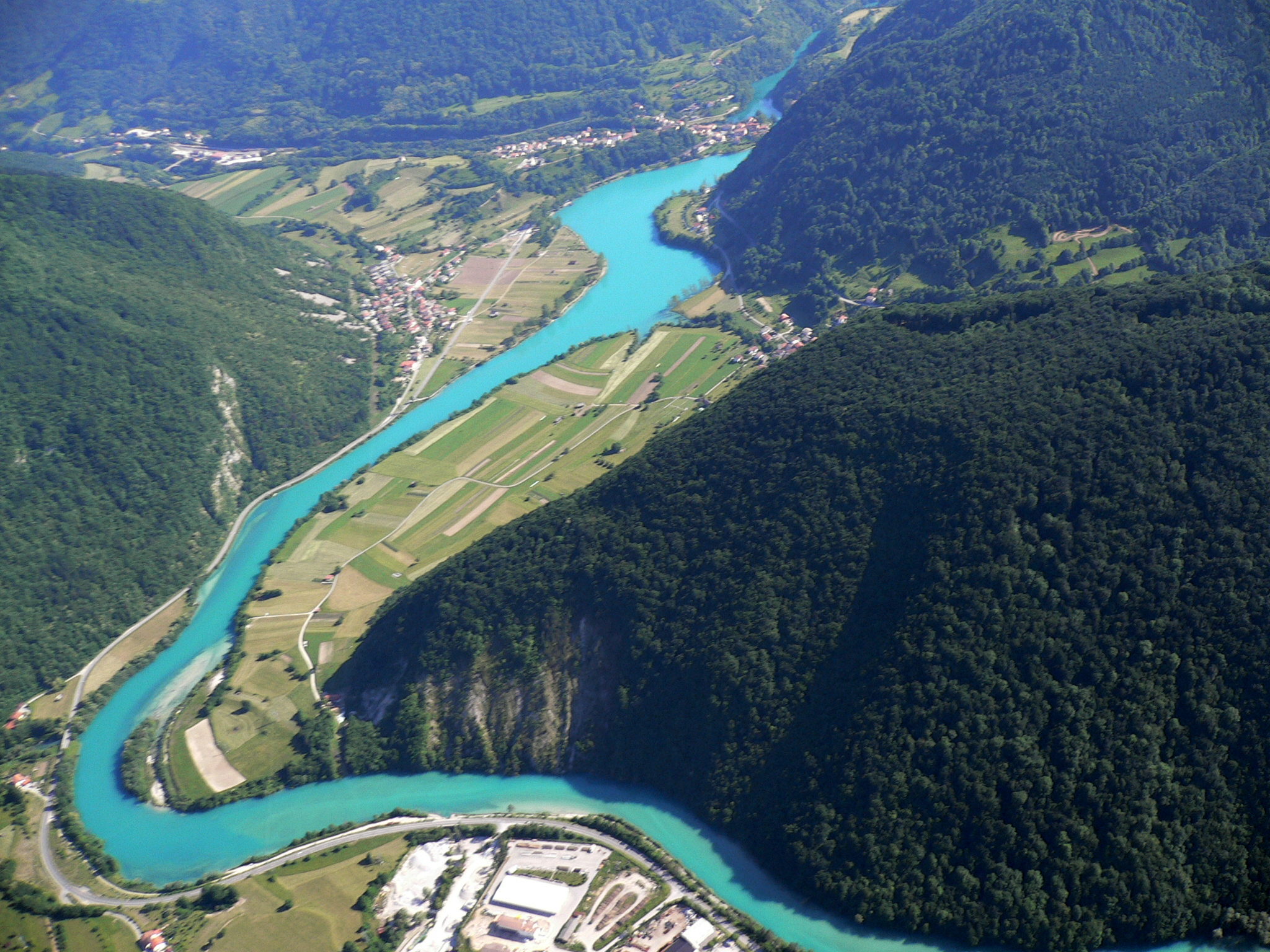
Der Stausee bei Most na Soči an der Idrijca-Mündung
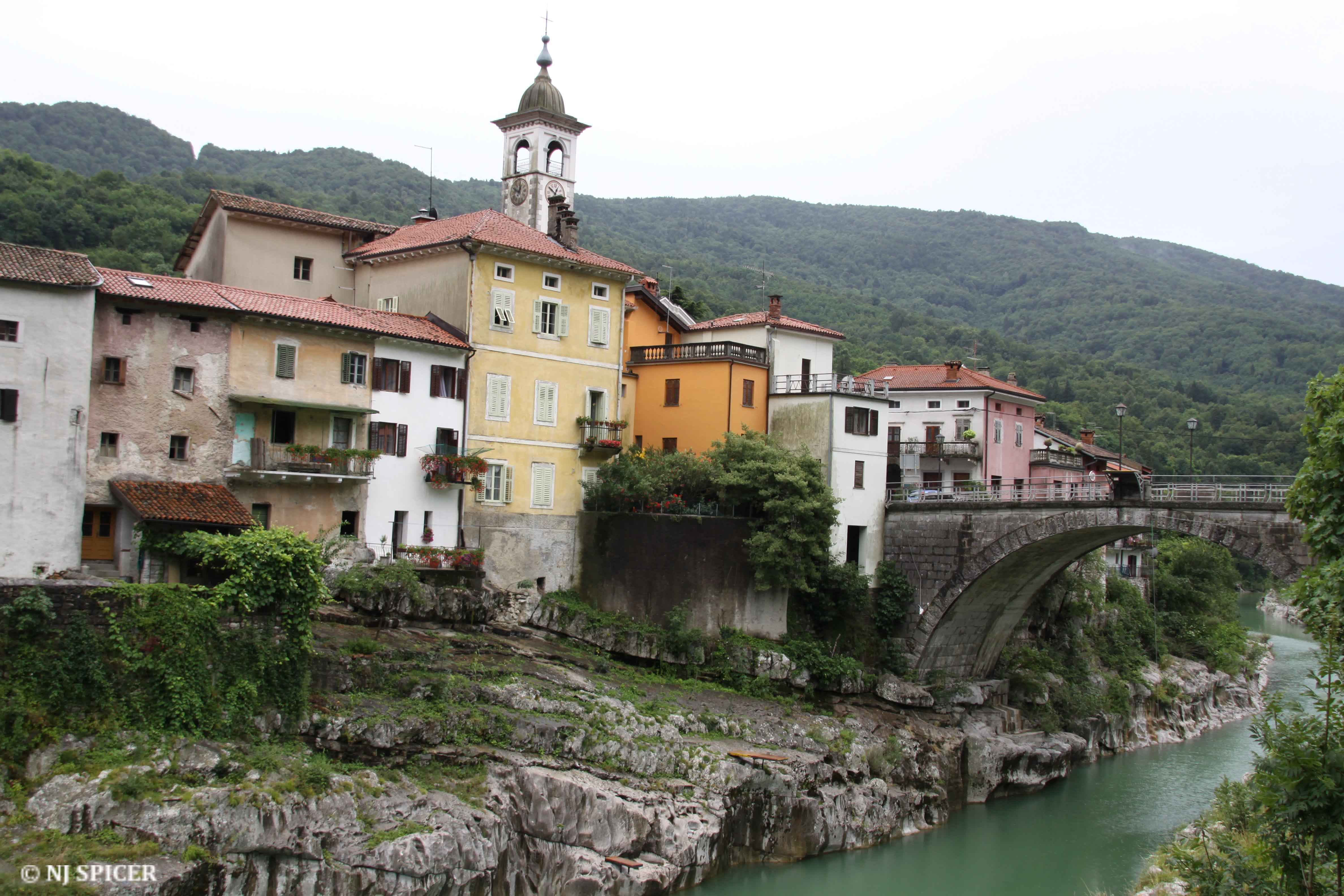
Kanal ob Soči
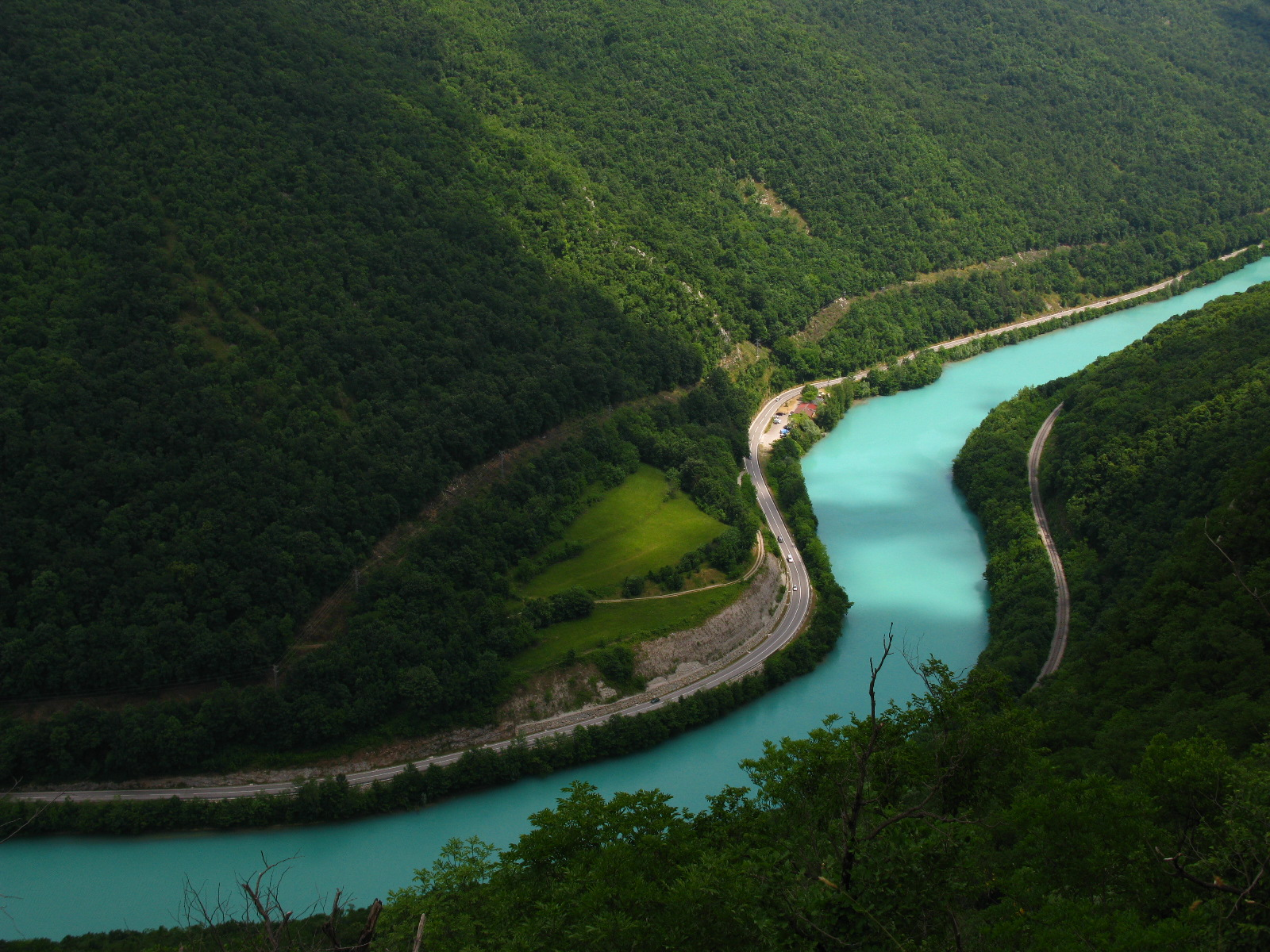
Der Sočadurchbruch kurz vor Nova Gorica
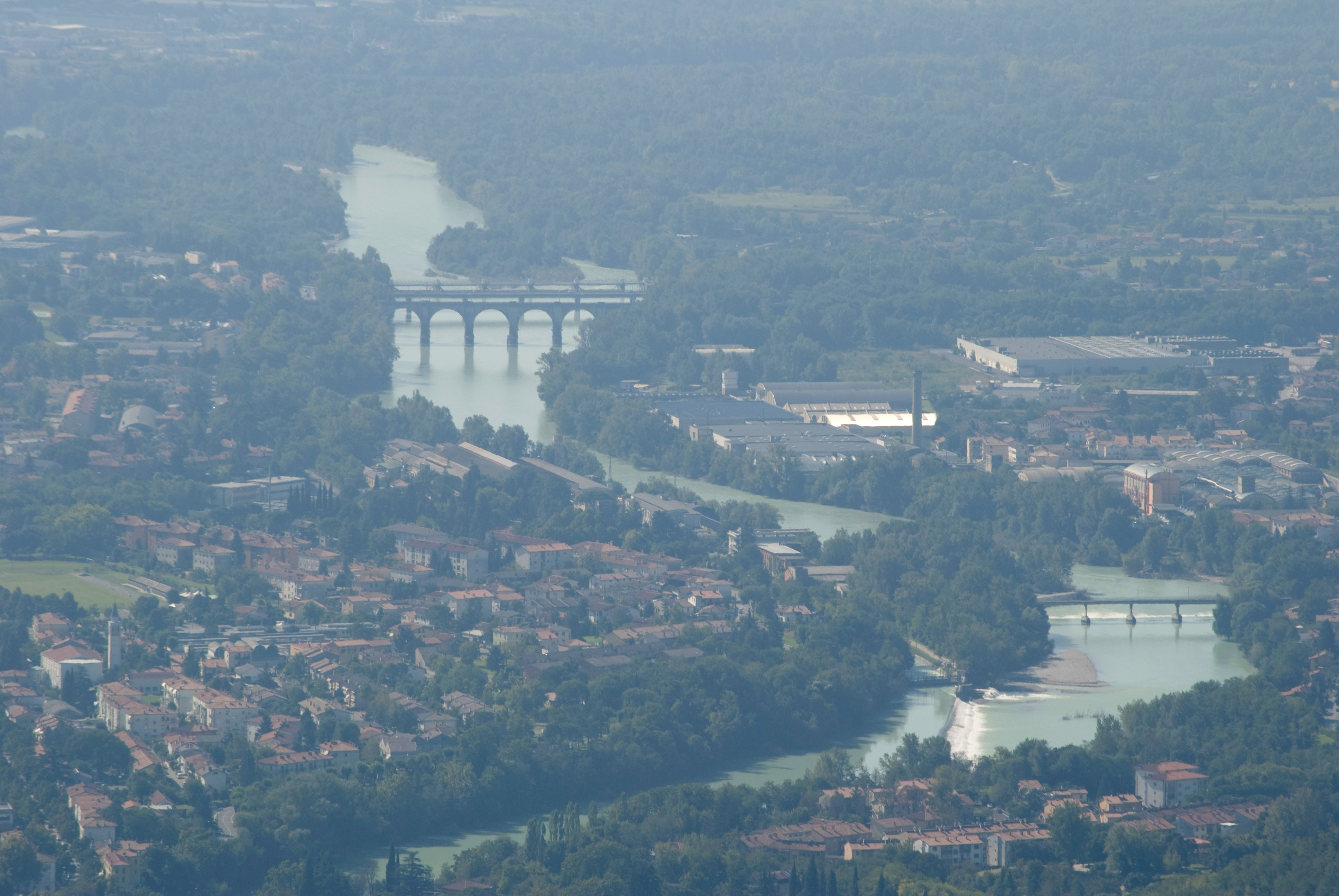
Beginn des Unterlaufs bei Gorizia
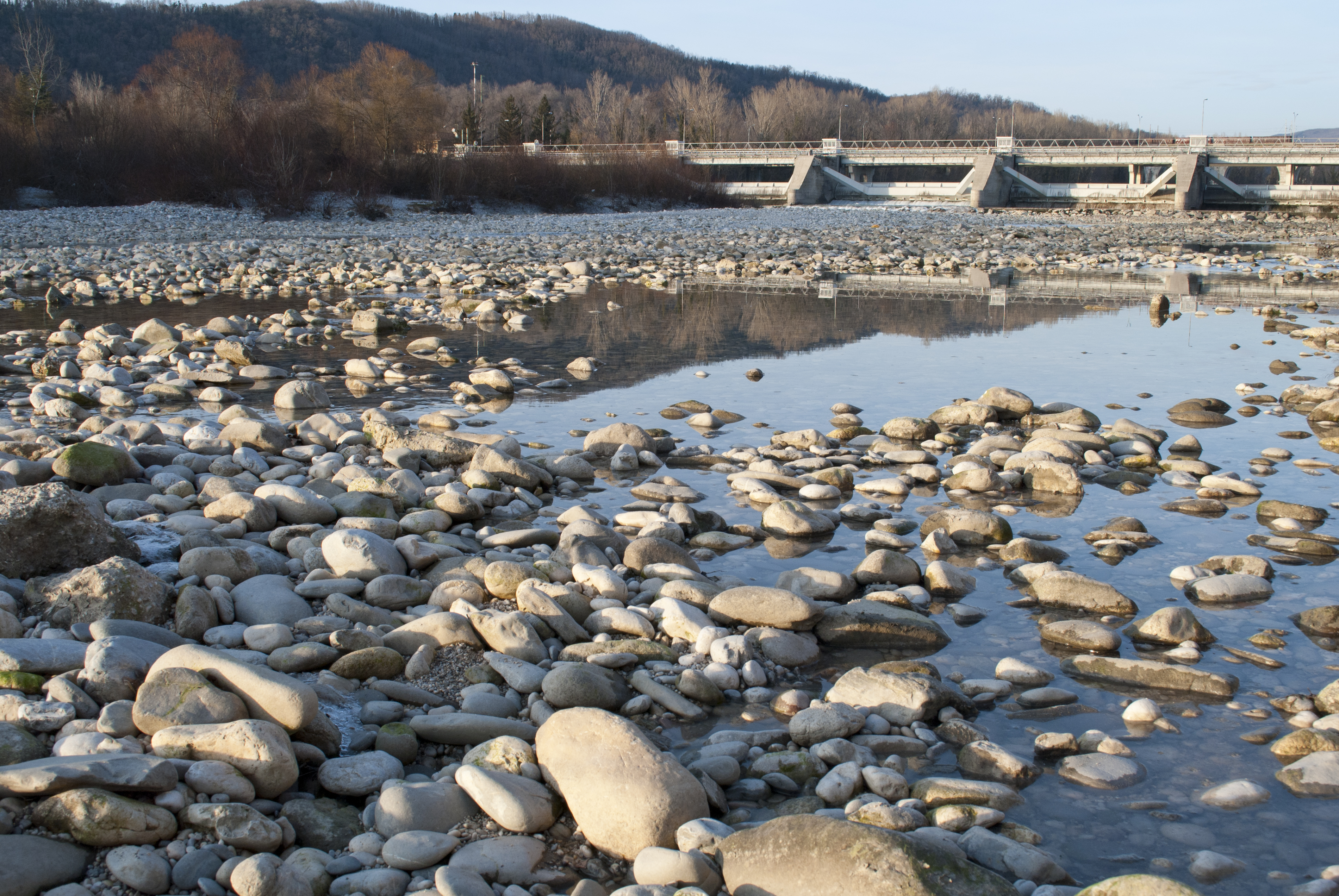
Trockenfallender Isonzo nach Gorizia
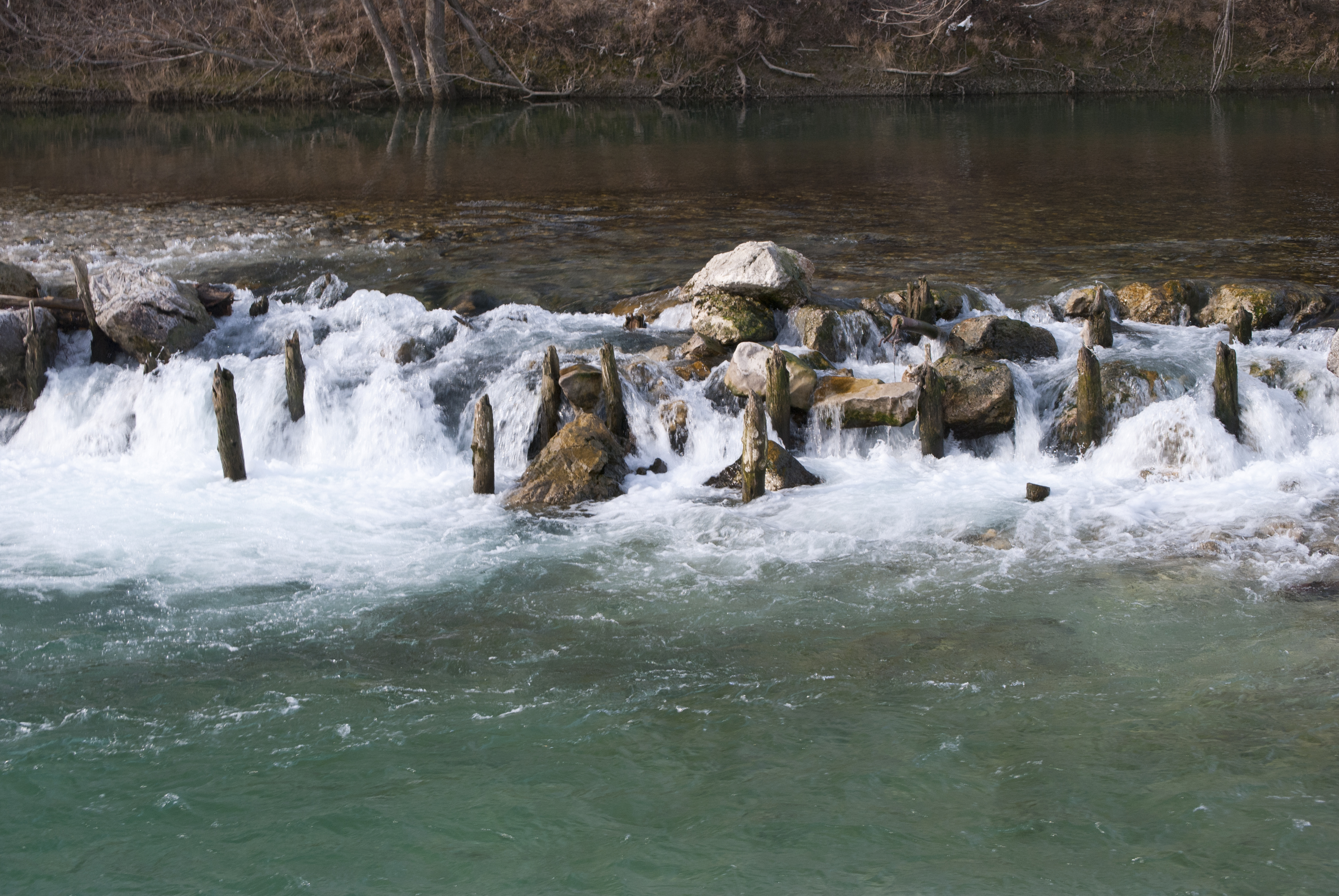
Reste der Römerbrücke bei Mainizza (Farra d’Isonzo)
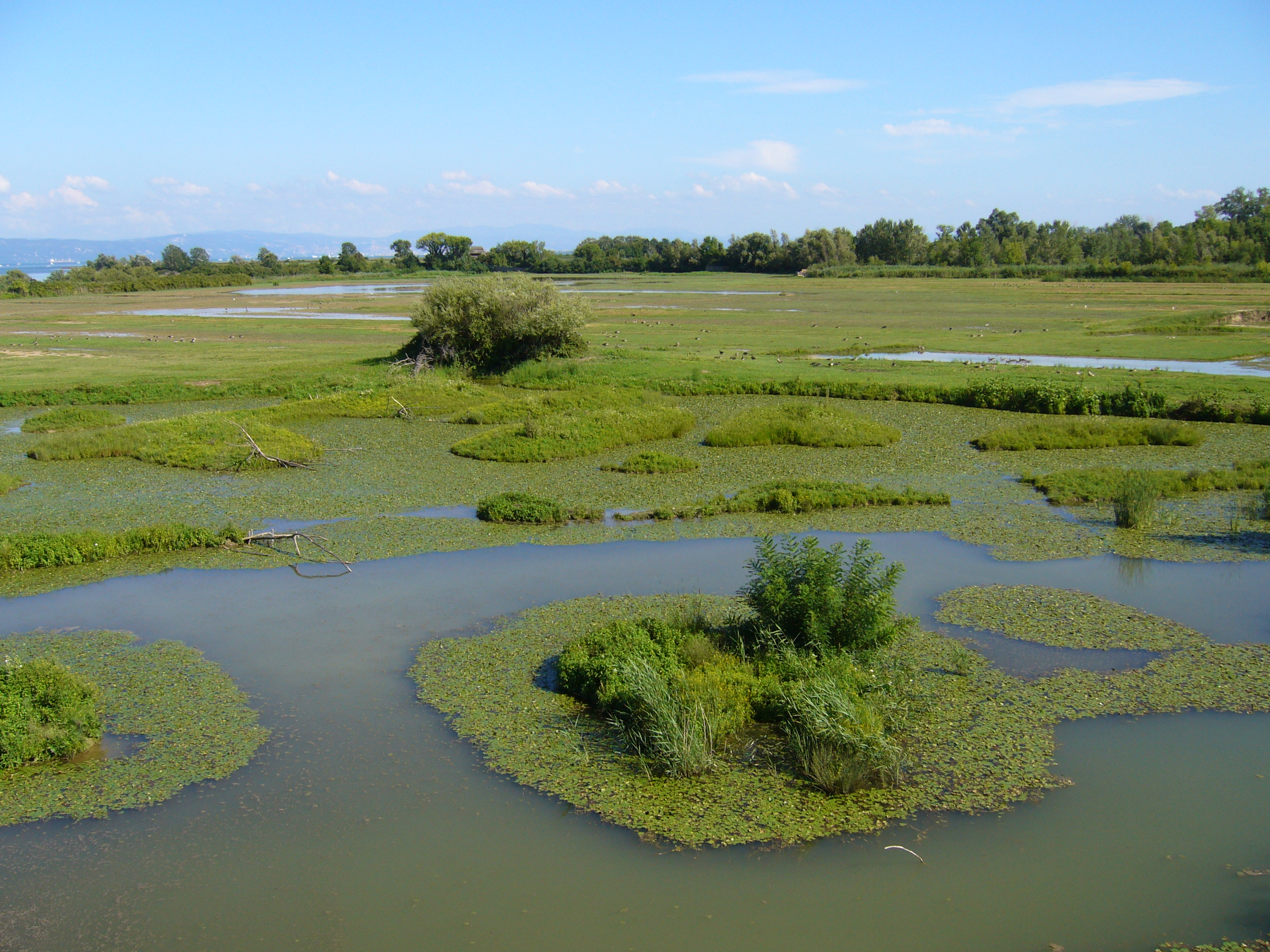
Riserva naturale della Foce dell’Isonzo an der Mündung
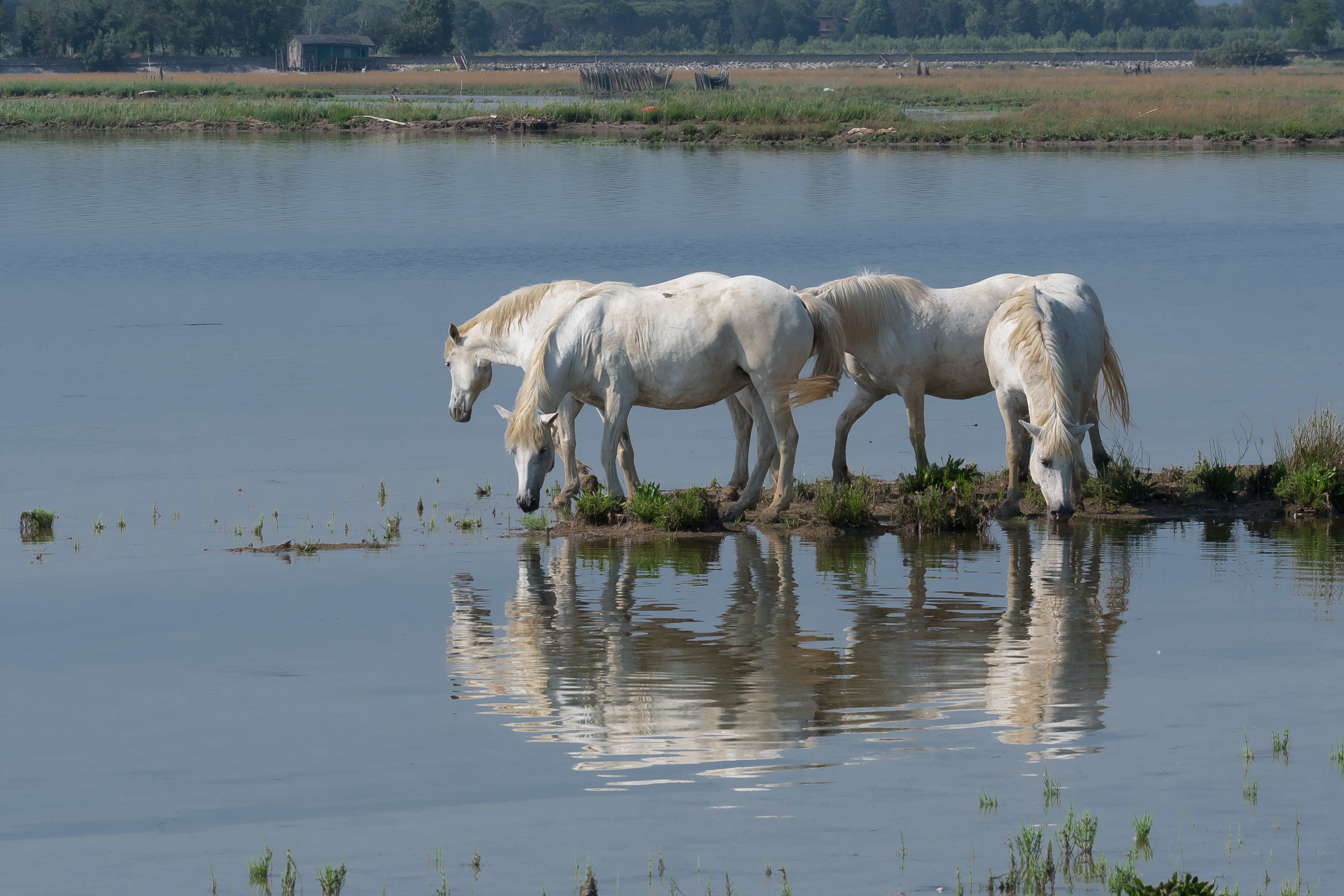
Pferde der Camargue an der Isonzomündung

## Geschichte und Kultur

### Römerzeit
Der Isonzo hieß lateinisch [Fluvius] Sontius, wobei er in manchen Quellen als Nebenfluss des Fl. Frigidus gesehen wurde, den man als die Vipava/Vipacco annimmt. Vermutet wurde aber auch, dass der Frigidus auch der Isonzo ist (möglicherweise mit der Idrijca als Oberlauf), denn die Tabula Peutingeriana zeigt die  Via Gemina Aquileia–Emona (Ljubljana), die römische Bernsteinstraße und Hauptroute auf den inneren Balkan, wie sie unweit Ponte Sonti (Ad Pontem Sontii), 14 Meilen nach Aquileia (unlokalisiert in der Gegend von Gradisca/Savona) und etwa nördlich von Fonte Timavi (Quellen des Timavo) den Frigidus quert: die Via Julia Augusta Richtung Noricum passiert (ad silanos) grob nördlich des „Waldes“, aus dem der Frigidus entspringt, also sind hier vielleicht die ganzen Julischen Alpen dargestellt.  Dafür spricht auch der Flussname und die „außergewöhnliche Kälte“, die Claudian erwähnt, die Vipava ist als Flachlandfluss nicht sonderlich kalt. Vielleicht waren sich auch schon die römischen Geographen über den Hauptlauf uneins: Herodian beschreibt den Fluss – ohne den Namen zu nennen – als „groß und vorzüglich, besonders im Frühling und Sommer von den Schmelzwässern der Alpen gespeist“: Das gilt weder für die Vipava noch den Torre. Andererseits lag Castra ad Fluvium Frigidus wohl bei Ajdovščina, und  die Schlacht am Frigidus 394 wird zwischen Ajdovščina und Vipava lokalisiert, vielleicht galt der Vipava-Fluss als Oberlauf des Frigidus. Jedenfalls ist es archäoklimatisch durchaus möglich, dass der Isonzo zur Römerzeit im Unterlauf noch kein Torrente, sondern ein regulär durchfließender Alpenfluss war. Die Tabula Peutingeriana zeigt die Mündung in eine große Lagune, nicht – wie heute – direkt in die Bucht von Triest. Auch die Vipava könnte damals viel wasserreicher und von zahlreicheren kalten Karstquellen gespeist worden sein.
Belegt sind römische Ansiedlungen auch am oberen, slowenischen Isonzo (Sočatal), und eine Straße über den Robič.

### Zwölf Isonzoschlachten
Das Königreich Italien war im Ersten Weltkrieg zunächst mit dem Deutschen Reich und Österreich-Ungarn (Mittelmächte) verbündet. Italien wechselte im Londoner Vertrag am 26. April 1915 die Seiten, erklärte Österreich-Ungarn am 23. Mai 1915 den Krieg und griff dann an. Die Front verlief vom Stilfser Joch im Westen über den Tonalepass zum Nordufer des Gardasees. Danach querte sie die Hochfläche der Sieben Gemeinden und zog durch die Dolomiten bis zum Isonzo im Osten; sie lag teilweise im Hochgebirge. Im Juni 1915 wurden im Ostabschnitt, im Tal des Isonzo, die erste von vier Isonzoschlachten in diesem Jahr, 1916 dann weitere fünf und 1917 weitere zwei vergebliche Offensiven gestartet. Den Italienern gelang der Durchbruch in Richtung Triest und Laibacher Becken nicht. Die insgesamt elf italienischen Offensiven forderten hunderttausende Tote, dabei wurde die Stadt Görz von italienischen Truppen eingenommen. Da die k.u.k. Armee in den elf Schlachten defensiv agierte, wurde nun die nächste Schlacht als Offensive geplant. Den Oberbefehl übernahm Kaiser Karl selbst. Mit dem Einsatz von Giftgas und der Unterstützung von deutschen Truppen begann am 24. Oktober 1917 mit dem Durchbruch bei Bovec die letzte Schlacht am Isonzo. Diese Zwölfte Isonzoschlacht (von den geschlagenen Italienern battaglia di Caporetto (slowenisch: Kobarid, deutsch: Karfreit) und von den siegreichen Mittelmächten als „das Wunder von Karfreit“ bezeichnet) endete mit dem Erreichen des Piave durch die verbündeten Truppen am 10. November 1917. Dort stand die Front dann bis zum Zusammenbruch Österreich-Ungarns.

### Weinbau am Isonzo
Am italienischen Lauf des Flusses befindet sich auf beiden Seiten ein gleichnamiges Weinbaugebiet.